# باول باير
باول باير (بالإنجليزية: Paul Baier)‏ هو لاعب هوكي الجليد أمريكي، ولد في 2 فبراير 1985 في سوميت في الولايات المتحدة.

## وصلات خارجية
- باول باير على موقع دوري الهوكي الوطني (الإنجليزية)
- باول باير على موقع EliteProspects.com (الإنجليزية)
- باول باير على موقع HockeyDB.com (الإنجليزية)